# Танчибоцький потік
Танчибоцький потік (словац. Tančibocký potok) — річка; ліва притока Малини, протікає в окрузі Малацьки.
Довжина приблизно 7,5—8,0 км. Витік знаходиться в Борській низовині — на висоті приблизно 184 метри.
Протікає територією полігону Загір'я, села Якубов.. Впадає в Малину на висоті приблизно 148—150 метрів.